# Broșteni (okręg Vaslui)
Broșteni – wieś w Rumunii, w okręgu Vaslui, w gminie Ivănești. W 2011 roku liczyła 433 mieszkańców.